# Stanisław Aleksandrowicz (muzyk)
Stanisław Aleksandrowicz (ur. 20 marca 1997 w Gdańsku) – polski perkusista, kompozytor, aranżer i producent muzyczny. Doktorant akademii muzycznej w Poznaniu (praca doktorska: Rewolucje technologiczne XX wieku i ich wpływ na hiphop i muzykę popularną), wykładowca Akademii Sztuki w Szczecinie. Absolwent studiów licencjackich i magisterskich na wydziale jazzu Akademii Muzycznej w Poznaniu (oba kierunki ukończone z wyróżnieniem).

## Wykształcenie muzyczne
- 2024 - Szkoła Doktorska Solowego i Zespołowego Współczesnego Wykonawstwa Muzycznego[2]
- 2021 - magister sztuki (z wyróżnieniem), Akademia Muzyczna im. I.J. Paderewskiego w Poznaniu[3]
- 2019 - licencjat sztuki (z wyróżnieniem), Akademia Muzyczna im. I.J. Paderewskiego w Poznaniu[4]
- 2016 - ukończenie ZPSM im. G. Bacewicz w Koszalinie (II stopień) w klasie perkusji[5]
- 2010 - ukończenie ZPSM im. G. Bacewicz w Koszalinie (I stopień) w klasie skrzypiec[6]

W latach 2004 - 2016 uczęszczał do Zespołu Państwowych Szkół Muzycznych w Koszalinie, początkowo w klasie skrzypiec (I stopień), a później w klasie perkusji (II stopień). W latach 2016 - 2021 studiował na Akademii Muzycznej w Poznaniu w klasie perkusji prof. dr hab. Krzysztofa Przybyłowicza, dra Pawła Dobrowolskiego i mgr Mateusza Brzostowskiego.Absolwent Szkoły Doktorskiej Solowego i Zespołowego Współczesnego Wykonawstwa Muzycznego Akademii Muzycznej w Poznaniu, wykładowca Akademii Sztuki w Szczecinie. Współtworzy szereg projektów jazzowych takich jak: Kwaśny Deszcz, Anomalia, Maciej Fortuna Trio, Maciej Fortuna Quartet, Unleashed Cooperation, Stanisław Aleksandrowicz Quintet, Stanisław Aleksandrowicz Oktet. Ma na koncie dziesięć płyt, wydanych dla Akademii Muzycznej w Poznaniu czy wydawnictwa MultiKulti. W 2022 roku zadebiutował jako lider autorskiej formacji Stanisław Aleksandrowicz Quintet wydając sumptem Wydawnictwa Akademii Muzycznej w Poznaniu inspirowaną teoriami Einsteina płytę Teoria Względności. Zimą 2023 premierę miała jego druga autorska płyta - inspirowana poezją Zbigniewa Herberta suita jazzowa Pieśń o Bębnie. Uczestnik programu rozwoju kariery Milestones organizowanego przez NFM, Instytutu Mickiewicza i festiwal Jazztopad i ZAiKS Songwriting Camp.
Współpracował z czołowymi artystami z Polski, Europy i USA: Gerd Dudek, Ari Brown, Greg Ward II, Ingebrigt Håker Flaten, Achille Succi, Julian Smith, Felix Robin, Rafał Sarnecki, Leszek Możdzer, Krzysztof Dys, Maciej Fortuna, Maciej Kocin Kociński, Marika, Łona, Andrzej Zieliński, Czesław Mozil, Bovska.

## Nagrody i wyróżnienia
- Grand Prix Hanza Jazz Festival (2015)[10]
- Wyróżnienie na RCK Pro Jazz Festival (2016)[11]
- III miejsce na RCK Pro Jazz Festival (2017)[12]
- Stypendium Rektora AM w Poznaniu (2017)
- Finalista międzynarodowego konkursu Krokus Jazz Festival (2017)[13]
- II nagroda na międzynarodowym konkursie Jazzowe Skrzydła (2018)[14]
- Stypendium Rektora AM w Poznaniu (2018)
- II miejsce (I nie przyznano) na międzynarodowym konkursie perkusyjnym Young Drum Hero DRUMFEST (2018)
- III nagroda na międzynarodowym konkursie Jazz Juniors (2019)[15]
- Stypendium Rektora AM w Poznaniu (2019)
- nagroda specjalna - zaproszenie na tournée po Chinach przez szefa Chinese Jazz Association (2019)
- wyróżnienie indywidualne na Novum Jazz Festival (2019)[16]
- II nagroda ZAiKS/Stoart na 56. konkursie Jazz nad Odrą (2020)[17]
- Stypendium Rektora AM w Poznaniu (2020)
- Stypendium Ministra Kultury i Dziedzictwa Narodowego dla Studentów za Wybitne Osiągnięcia[18]
- Grand Prix na międzynarodowym Blue Note Poznań Competition (2021)[19]
- II nagroda na międzynarodowym konkursie Jazz Juniors (2021)[20]
- Finalista międzynarodowego konkursu Krokus Jazz Festival (2021)[21]
- Stypendium Ministra Kultury i NCK Młoda Polska (2021)
- Stypendium Artystyczne Marszałka Województwa Zachodniopomorskiego (2021)[22]
- Stypendium Artystyczne Miasta Poznania (2021)[23]
- Finalista międzynarodowego konkursu Bielska Zadymka Jazzowa (2022)

## Dyskografia
- Charles Mingus Sound of love Bigband Akademii Muzycznej w Poznaniu/Anomlia[24]
- Kwaśny Deszcz Kwaśny Deszcz[25]
- Anomalia Anomalia[26]
- Jerzy Milian Final Composition Maciej Fortuna Sextet[27]
- 8 Years Unleashed Cooperation[28]
- Birds From Another Planet Piotr Scholz Bigband[29]
- Teoria Względności Stanisław Aleksandrowicz Quintet[30]
- Pieśń o Bębnie Stanisław Aleksandrowicz Oktet[31]
- Sirens Piotr Scholz Trio[32]
- Trust Unleashed Cooperation[33]

## Koncerty Live
- Stanisław Aleksandrowicz Quintet - teoria Względności (Program Drugi Polskiego Radia) - Jazz.pl[34]
- Kwaśny Deszcz (TVP Kultura) Scena Alternatywna[35]